# José Pinto Fonseca
José Pinto Fonseca fue un sertanista —explorador— portugués en el Virreinato del Brasil.

## Biografía
El 26 de julio de 1773 descubrió la Isla del Bananal, la mayor isla fluvial del planeta, situada entre los actuales estados de Tocantins y Mato Grosso —11°20′S 50°25′O / -11.333, -50.417—, con una superficie de unos dos millones de hectáreas. 